# Wormstedt Reserve Airfield

i7
i11
i13
Wormstedt Reserve Airfield ist die NATO-Bezeichnung des stillgelegten militärischen Reserveflugplatzes Zimmern aus der Zeit des Kalten Krieges. Das Gelände der Kategorie Vorbereiteter Naturflugplatz, auch als Schläfer bezeichnet, war für Verbände der Luftstreitkräfte der Sowjetunion vorgesehen und verfügte über keine Infrastruktur. Über eine eventuelle Nutzung ist nichts bekannt. Es dient heute als landwirtschaftliche Nutzfläche.